# جوزيف ايمرسون براون

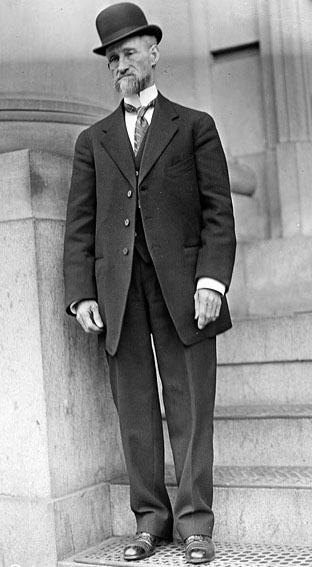
جوزيف ايمرسون براون

جوزيف ايمرسون براون (بالإنجليزية: Joseph E. Brown) هو محام وسياسي أمريكي ينتمي إلى الحزب الديموقراطي كان حاكما على ولاية جورجيا الأمريكية ولد في 15 نيسان - ابريل من سنة 1821 شغل جوزيف ايمرسون براون منصب حاكم ولاية جورجيا ما بين عامي 1857 إلى عام 1865 كما شغل براون منصب كبير القضاة في المحكمة العليا في ولاية جورجيا ما بين عامي 1865 إلى عام 1870 كما كان براون عضوا في مجلس الشيوخ الأمريكي عن ولاية جورجيا ما بين عام 1880 إلى عام 1890 توفي جوزيف ايمرسون براون في 30 تشرين الثاني - نوفمبر من سنة 1894 في ولاية جورجيا.

## روابط خارجية
- جوزيف ايمرسون براون على موقع الموسوعة البريطانية (الإنجليزية)
- جوزيف ايمرسون براون على موقع إن إن دي بي (الإنجليزية)